# 桑加諾區
15°22′20″S 34°26′40″E / 15.37222°S 34.44444°E

桑加諾區（葡萄牙語：Tsangano），是莫桑比克的行政區，位於該國西北部，由太特省負責管轄，首府設於桑加諾，東面與馬拉維接壤，西面是希烏塔區，2007年人口171,686。